# Benthana bilineata
Benthana bilineata là một loài chân đều trong họ Philosciidae. Loài này được Nicolet miêu tả khoa học năm 1849.